# Stanjevo
Stanjevo (en serbe cyrillique : Стањево) est une localité de Serbie située dans la municipalité d'Aleksandrovac, district de Rasina. Au recensement de 2011, elle comptait 1 197 habitants.
Stanjevo est officiellement classé parmi les villages de Serbie.

## Démographie
| 1948 | 1953 | 1961 | 1971 | 1981 | 1991  | 2002  | 2011  |
| ---- | ---- | ---- | ---- | ---- | ----- | ----- | ----- |
| 315  | 363  | 352  | 676  | 991  | 1 197 | 1 244 | 1 197 |

|  |